# Lech (Herzog)

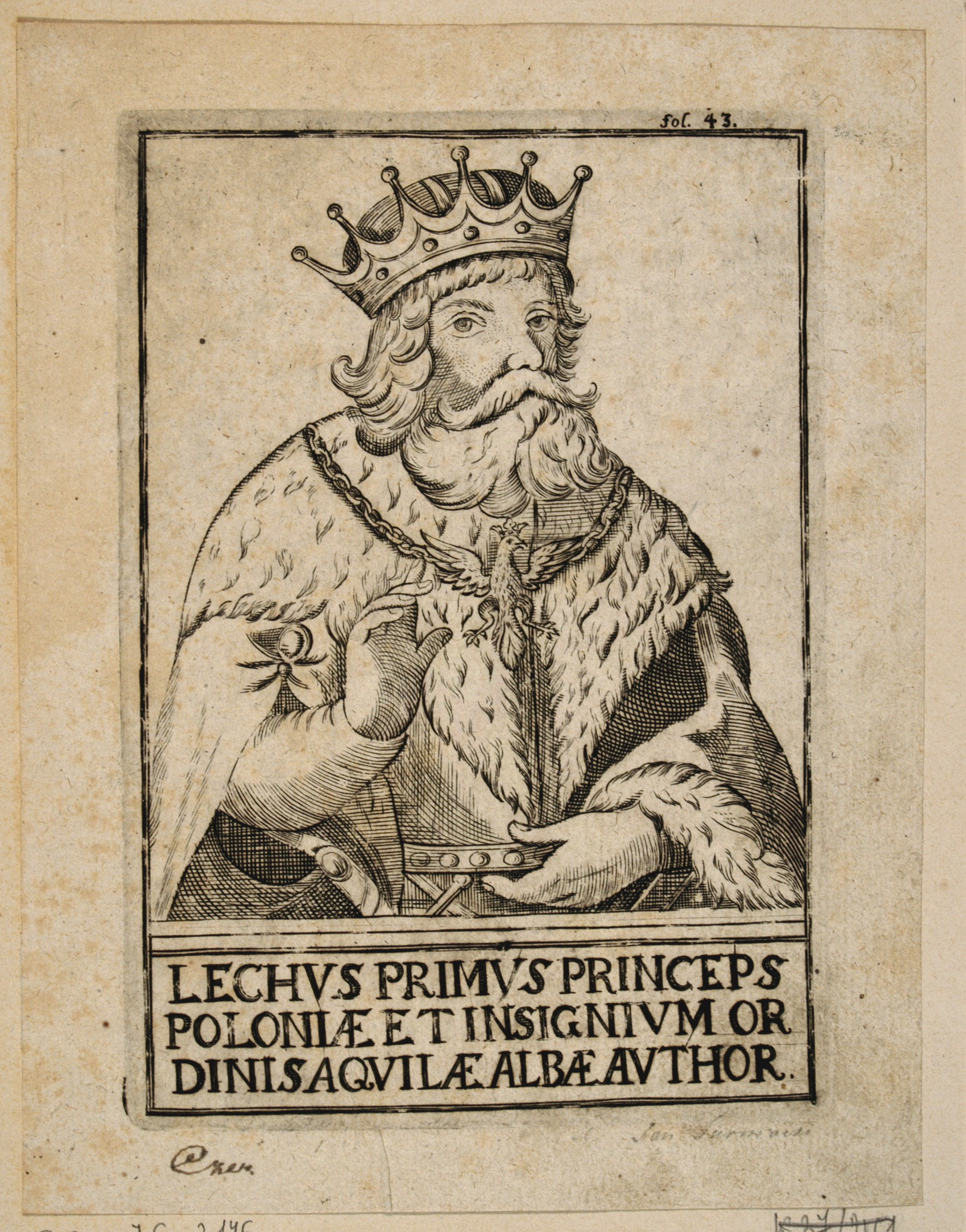
Lechus primus princeps Poloniae („Lech, der erste Fürst Polens“) in einem Druck von 1730

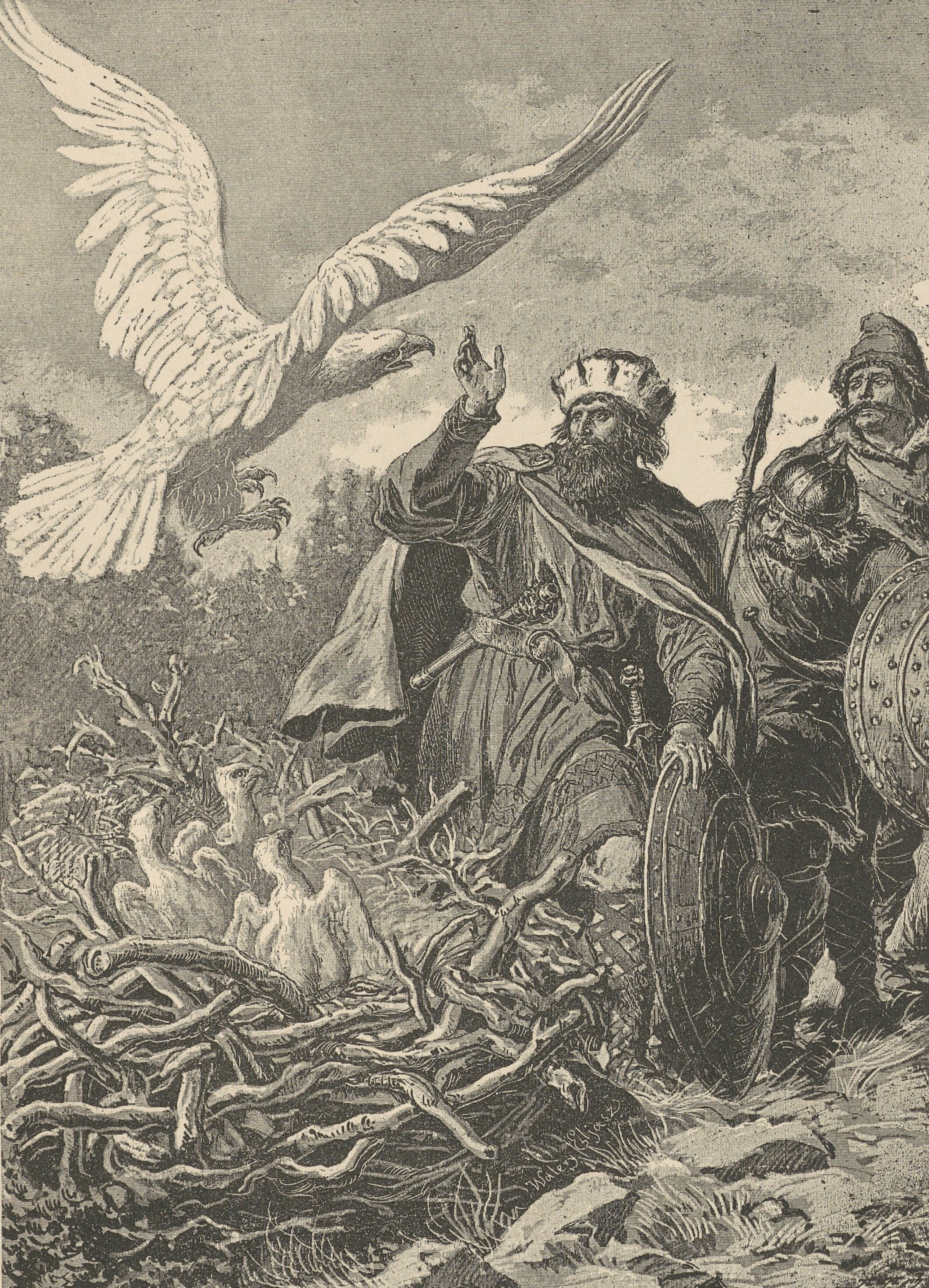
Lech mit dem weißen Adler von Walery Eljasz-Radzikowski (1841–1905)

Lech war der legendäre Urvater Polens. Seine Geschichte wurde im späten 13. Jahrhundert in der Großpolnischen Chronik erzählt. In den Gesta principum Polonorum aus dem 12. Jahrhundert und anderen mittelalterlichen Quellen zur polnischen Geschichte wurde er nicht erwähnt.
Der Legende von Lech, Čech und Rus nach kam er mit seinen Brüdern Čech und Rus aus Pannonien nach Norden. Er ruhte sich im Schatten eines Baumes aus. Dabei beobachtete er einen wunderschönen weißen Adler, der auf der Krone des Baumes über ihm gelandet war. Lech beschloss, sich an diesem Platz niederzulassen und gründete die Stadt Gnesen (Gniezno), abgeleitet von dem Wort gniazdo (Nest). Čech siedelte weiter südlich und gilt als Urvater der Tschechen, Rus zog nach Osten, aus ihm entstand die Rus. 
Die Geschichte über Lech ist legendenhaft und hat keinen historischen Hintergrund. Sie bezieht sich eventuell auf einen slawischen Führer Lech im 9. Jahrhundert, und der Name steht der Wortform nach als Augmentativ zu lęděnin (zu deutsch etwa: „Pflügen des jungen Bodens“) direkt oder indirekt mit dem Namen des Stamms der Lendizen (Ljachen) in Zusammenhang. Die vermeintliche etymologische Herleitung eines Volks- oder Ortsnamens von einem Personennamen im Rahmen einer Herkunftssage ist von der Antike bis in die frühe Neuzeit verbreitete Praxis.
Die ursprüngliche Geschichte wurde zu einem Zeitpunkt geschrieben, als König Wenzel II. anstrebte, Polen und Böhmen unter einer Krone zu vereinigen.
Im 19. Jahrhundert schrieb der tschechische Autor Alois Jirásek eine erweiterte Fassung.  Dieser zufolge kamen Lech und Čech aus dem nördlich der Tatra gelegenen Gebiet, wo die Chorvaten siedelten, aber auch viele andere Stämme, die zwar in Sitte und Lebensweise einander verwandt waren, jedoch alle ihre eigene Mundart hatten und einander wegen des gemeinsamen Landes bekämpften. Gemeinsam waren sie gen Westen nach Böhmen gezogen. Im Osten von Čechs neuem Herrschaftsbereich hatte Lech zunächst die Stadt Kouřim gegründet und etwa 30 Jahre dort verbracht. Nach Čechs Tod hätten die Ältesten die Herrschaft über die Tschechen seinem Bruder Lech angeboten, dieser habe jedoch stattdessen den Ältesten Krok empfohlen und Kouřim schließlich gen Polen verlassen.